# أكتوبر سكاي
أكتوبر سكاي (بالإنجليزية: October Sky)‏ هو فيلم دراما تم إنتاجه في الولايات المتحدة وصدر في سنة 1999. الفيلم من إخراج جو جونستون من بطولة جيك جيلنهال وكريس كوبر ولورا ديرن.

## القصة
تحكي قصة الفيلم عن شاب أمريكي طموح أسمه هومر قرر بناء صاروخ بعد ان شهد في أكتوبر 1957 حينما اضأت السماء إطلاق الاتحاد السوفيتي أول قمر صناعي إلى الفضاء أعجب هومر بتلك الفكرة تماما واصبح مهووسا بها وبعدها بأيام يذهب إلي والده ويقول له فجأه «أريد ان اصنع صاروخا» ومن هنا تبدأ المتاعب والمشاكل لان والد هومر كان دائما يعتقد ان مصير هومر سيكون العمل في المنجم ولكن هومر دائما كان يري ان هو واحلامه لا يجب ان تصبح في منجم تحت الأرض لاستخراج الفحم هومر كانت احلامه تداعب النجوم والفضاء، قام هومر بإنشاء فريق في المدرسة مكون من ثلاثة اشخاص وهو رابعهم في محاولة منهم لبناء صاروخ

## الميزانية والإيرادات
بلغت تكلفة إنتاج الفيلم حوالي 25 مليون دولار بينما حقق أرباحا تقدر بـ 34,675,800 دولار.

## وصلات خارجية
- أكتوبر سكاي على موقع IMDb (الإنجليزية)
- أكتوبر سكاي على موقع ميتاكريتيك (الإنجليزية)
- أكتوبر سكاي على موقع روتن توميتوز (الإنجليزية)
- أكتوبر سكاي على موقع نتفليكس (الإنجليزية)
- أكتوبر سكاي على موقع قاعدة بيانات الأفلام العربية
- أكتوبر سكاي على موقع ألو سيني (الفرنسية)
- أكتوبر سكاي على موقع Turner Classic Movies (الإنجليزية)
- أكتوبر سكاي على موقع أول موفي (الإنجليزية)
- أكتوبر سكاي على موقع بوكس أوفيس موجو (الإنجليزية)
- أكتوبر سكاي على موقع فيلمافينيتي (الإسبانية)